# 中央労働金庫

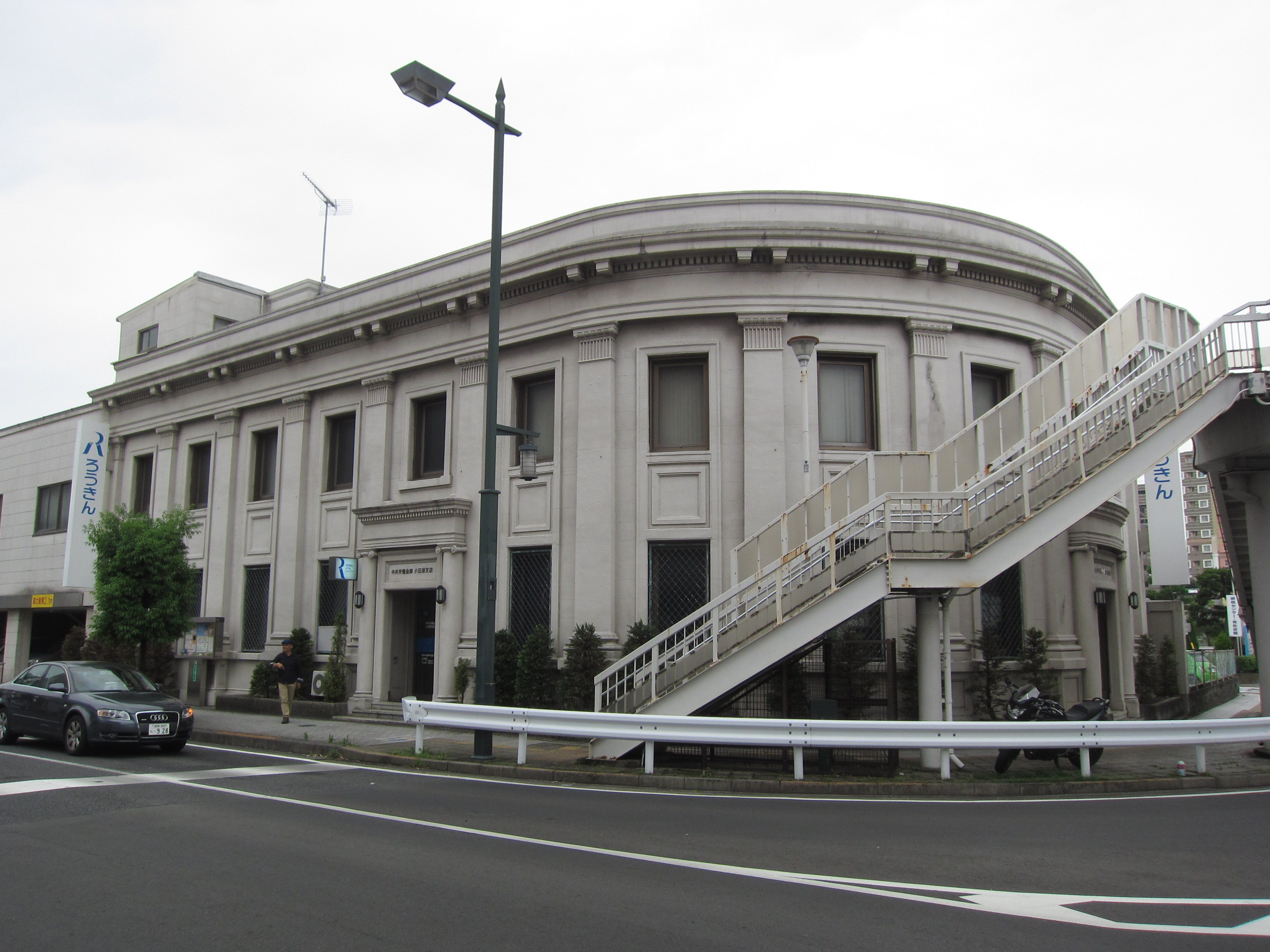
昭和3年建築の小田原支店（前明和銀行本店、旧横浜銀行小田原支店）

中央労働金庫（ちゅうおうろうどうきんこ、略称：中央労金（ちゅうおうろうきん）、英語：Chuo Labour Bank）は、東京都千代田区に本店を置く協同組織金融機関であり、日本最大の労働金庫である。

## 概要
2001年（平成13年）4月1日に、首都圏の8労働金庫（東京労金・栃木県労金・群馬県労金・茨城県労金・埼玉労金・千葉県労金・神奈川県労金・山梨県労金）を統合・合併して設立された。存続労金は東京労働金庫。
営業エリアは、東京都・栃木県・群馬県・茨城県・埼玉県・千葉県・神奈川県・山梨県の1都7県である。
2007年（平成19年）7月9日、インターネットバンキング定期預金専用支店であるインターネット中央支店が開業した。
国際労働機関（ILO）から「世界で唯一成功している労働銀行」との評価を得ている。
名称に「中央」が含まれるため、労働金庫のセントラルバンクや政府系金融機関と混同されることがあるが、正しくは協同組織金融機関。労働金庫の系統中央機関は労働金庫連合会である。

## 各種サービス

### キャッシュバックサービス
中央ろうきん以外の他金融機関（セブン銀行を含む）ATMで現金を引き出す際にかかる手数料が、無条件かつ回数無制限で即時キャッシュバックされる。ただし対象口座は、普通預金口座とカードローンのマイプランのみ。
なお、日本国内の全ろうきんATMを利用する場合、時間・休日に関わらず手数料不要である。他金融機関のカード利用時は所定の手数料がかかる。
イオン銀行とも提携しているため、双方のカードで双方のATMより出金もでき手数料は毎日終日無料。イオン銀行の利用可能時間は毎日朝8時から午後11時まで。
提携金融機関のうち、入金ネットに加盟している金融機関で、ろうきんのキャッシュカードで入金取引した場合、手数料は全くかからない。

### 振込手数料キャッシュバックサービス
中央ろうきんで給与振込、あるいは公的年金の受取指定を中央ろうきんにしている場合に、インターネットバンキング・モバイルバンキングにかかる振込手数料が全額キャッシュバックされる。
ただし、回数は日付順、もしくは取引時間順に1ヶ月につき3回まで。また、対象は中央ろうきんのシステムで判定できる契約に限られる。

### デビットカードサービス
デビットカードサービス（Jデビット）を取り扱っている。通常デビットカードで利用可能なのは普通預金口座で発行されたキャッシュカードのみであるが、中央ろうきんの場合、普通預金口座に加え貯蓄預金のキャッシュカードでも利用可能。利用可能時間は毎日朝7時から夜11時まで。ただし1日に利用可能な限度額は現金の引出及びキャッシュカード扱での金額を含めて最高50万円まで。

## ユニークな制度
身体障害者手帳を保有している場合、中央ろうきんが指定する一部ローン商品を新規に申し込む際に借入金利が優遇される（はるかぜ引き下げ）。ただし、中央ろうきんに団体会員登録がある勤務者のみ対象となる。

## 関連会社
- 株式会社中央ろうきんサービス